# 1841 у літературі

## Події
- Фенімор Купер  надрукував роман «Звіробій».
- Чарлз Дікенс видав роман «Крамниця старожитностей» окремою книгою.
- Едгар Аллан По написав оповідання «Вбивства на вулиці Морг», яке вважається першим детективом.

## Твори
- Твори Тараса Шевченка:
  - Гайдамаки (квітень-листопад)
  - Вітер з гаєм розмовляє
  - Мар'яна-Черниця
  - Утоплена
  - Песня караульного у тюрмы

## Видання
- друге видання літературно-наукового альманаху «Киевлянин»
- у Петербурзі видано український альманах «Ластівка» В. Поляковим, упорядкований Євгеном Гребінкою з допомогою Тараса Шевченка.
- у Харкові виданий альманах «Сніп» О. Корсуном
- видана друга книга «Украинского сборника»
- зусиллями Г. Ількевича у Відні вийшло перше зібрання українських народний загадок — «Галицькі приповідки і загадки»

## Народилися
- Драгоманов Михайло Петрович — український літературознавець, фольклорист, історик, громадський діяч, публіцист.